# Одиноков Федір Іванович
Федір Іванович Одиноков (рос. Фёдор Ива́нович Одино́ков; 4 (17) лютого 1913, Тульська губернія, Російська імперія — 19 лютого 1994, Москва, Росія) — радянський і російський актор.

## Біографічні відомості
Знявся у 110 фільмах.

## Фільмографія
1. 1938: «Олександр Невський» (пушкар)
2. 1939: «Підкидьок» (прохожий)
3. 1939: «Ніч у вересні» (шахтар)
4. 1939: «Мої університети» (Мєлов)
5. 1947: «Сільська вчителька» (куркуль)
6. 1953: «Сріблястий пил» (помічник шерифа)
7. 1957: «Катерина Вороніна» (вантажник в порту)
8. 1958: «Життя пройшло повз» («Навідник»)
9. 1958: «Йшли солдати...» (командир взводу)
10. 1960: «Повість полум'яних літ» (генерал-майор)
11. 1960: «Воскресіння» (тюремний наглядач № 587)
12. 1966: «Людина без паспорта» (провокатор-«виконавець»)
13. 1967: «Операція „Трест“» (воротар)
14. 1967: «Бабине царство» (Василь)
15. 1968: «На війні як на війні» (єфрейтор Осип Бянкін, заряджаючий)
16. 1969: «Директор» (Іван Кузін)
17. 1969: «Білий вибух» (Семен Іванович)
18. 1970: «Зелені ланцюжки» (шофер вантажівки Семен Семенов, підпомагач шпигунів)
19. 1970: «Нічна зміна» (Назаров, заступник бригадира Пономарьова)
20. 1970: «Крок з даху» (чапаєвець Василій)
21. 1971: «Даурія» (Єпіфан Лукич Козулін, батько Дашутки)
22. 1971: «Кінець Любавіних» (чекіст)
23. 1971: «Антрацит» (Георгій Степанович, шахтар-рекордсмен)
24. 1971: «Зухвалість» (Максим)
25. 1971: «І був вечір, і був ранок...» (Єримєєв)
26. 1971: «Прийшов солдат з фронту» (солдат від дяді Вані)
27. 1971: «Перевірка на дорогах» (Єрофеїч)
28. 1972: «Сибірячка» (шофер Миронов)
29. 1972: «Людина на своєму місці» (дядя Гриша)
30. 1973: «Тут наш будинок» (Федір Іванович Рижухін, начальник корпусу)
31. 1973: «До останньої хвилини» (голова сільради)
32. 1973: «Хлопчину звали Капітаном» (Констянтин Миколайович Зелінський, парторг)
33. 1973: «Призначення» (епізод)
34. 1973: «Відкриття» (гірський майстер)
35. 1973: «З веселощами й відвагою» (Володимир Бабай)
36. 1973: «Старі стіни» (Олександр Іванович)
37. 1974: «Лікаря викликали?» (епізод)
38. 1974: «Незнайомий спадкоємець» (Павло Іванович, муляр)
39. 1974: «Під кам'яним небом» (Григорій Іванович, солдат)
40. 1975: «Сім'я Іванових» (Сергій Васильович Запрягаєв, металург-ударник)
41. 1975: «Повітроплавець» («Амбал»)
42. 1976: «Хвилі Чорного моря» (епізод)
43. 1976: «По вовчому сліду» (лісник)
44. 1976: «Тривожний місяць вересень» (Климар, зв'язковий банди)
45. 1977: «Борги наші» (Григорій, досвідчений моряк)
46. 1977: «Біда» (дядя Коля, бригадир)
47. 1977: «Нісенітниця» (Семен, коридорний)
48. 1977: «Зворотний зв'язок» (Федір Іванович Авер'янов)
49. 1978: «Омелян Пугачов» (Хлопуша)
50. 1978: «Слід на землі» (директор радгоспу)
51. 1978: «Коли йдеш – іди» (Харитон, дядько Дмитро Суліна)
52. 1978: «Я хочу вас бачити» (Карцев)
53. 1978: «По вулицях комод водили» (свідок)
54. 1979: «Прийміть телеграму в борг» (комбайнер)
55. 1979: «Вирішальна сутичка» (Михайлов)
56. 1979: «Шерлок Холмс і доктор Ватсон» (доктор Ґрімсбі Ройлот)
57. 1980: «Ескадрон гусар летючих» (селянин-партизан)
58. 1980: «Приватна особа» (батько Ніни Петрівни, лісник)
59. 1980: «На початку славних справ» (сторож)
60. 1981: «Сільська історія» (Герасим, механізатор)
61. 1981: «Очікування» (Олександр Нілич)
62. 1981: «Любов моя вічна» (Кучаєв)
63. 1981: «Пригоди Тома Сойєра і Гекльберрі Фінна» (фермер)
64. 1982: «Магістраль» (черговий по станції Шумкова)
65. 1983: «Хабар. З блокнота журналіста В. Цвєткова» (Єгор Петрович, ветеран Великої вітчизняної війни, друг Михайла Міхова)
66. 1983: «Аукціон» (Митрофанович, коваль)
67. 1983: «Біля небезпечної межі» (Юзеф, лісник)
68. 1984: «Межа можливого» (наставник)
69. 1984: «Прохіндіада, або Біг на місці» (Федір Іванович)
70. 1984: «Пан Великий Новгород» (старий майстер)
71. 1985: «Береги в тумані» (Федір)
72. 1985: «У пошуках капітана Гранта» (Падді О'Мур)
73. 1985: «Вийти заміж за капітана» (голова колгоспу Андрій Степанович)
74. 1986: «В одне єдине життя» (Прохор)
75. 1987: «Десять негренят» (Фред Нарракотт)
76. 1987: «У Криму не завжди літо» (селянин)
77. 1988: «Есперанса» (Матвій Захарович)
78. 1988: «Штани» (односелець Бацанова)
79. 1989: «Бризки шампанського» (швейцар ресторану)
80. 1989: «Вантаж 300»
81. 1989: «Любов з привілеями» (генерал, гість на весіллі)
82. 1989: «Чаша терпіння» (Дубоносов-старший, інспектор)
83. 1990: «Увійди в кожен будинок» (завідувач фермою)
84. 1990: «Гамбрінус» (барин)
85. 1991: «Хміль» (отець Філарет)